# Earl Silbert
Earl J. Silbert (* 8. März 1936 in Boston, Massachusetts; † 6. September 2022 in Keene, New Hampshire) war ein amerikanischer Jurist. Er war neben zwei weiteren Staatsanwälten Chef-Ankläger im Strafverfahren gegen die fünf Einbrecher in die Parteizentrale der amerikanischen Democratic Party im Watergate-Hotel. Seine Ermittlungen waren der Ausgangspunkt für die Vorgänge, die heute als die Watergate-Affäre bezeichnet werden.

## Leben
Earl Silbert wurde am 8. März 1936 in Boston als mittleres Kind neben zwei Schwestern geboren. Sein Vater war ebenfalls Jurist und 1921/22 Abgeordneter im Repräsentantenhaus von Massachusetts.
Er begann seine Ausbildung am  Harvard College in Cambridge, Massachusetts, wo er 1957 seinen Bachelor of Arts („cum Laude“) erhielt. Hierauf setzte er sein Studium der Rechtswissenschaften an der Harvard Law School fort, wo er 1960 seinen Master of Laws („cum laude“) erhielt.
Ab 1960 arbeitete er im Justizministerium der Vereinigten Staaten zunächst in der Abteilung für Steuern (Tax Division), später in der Abteilung der Bundesanwaltschaft (United States Attorney’s Offices). 1974 wurde er selbst zum Bundesstaatsanwalt (United States Attorney) ernannt. In dieser Eigenschaft führte er die Ermittlungen gegen die fünf Einbrecher in die Parteizentrale der Demokratischen Partei. Siebert vermutete aufgrund der besonderen Umstände einen besonderen Hintergrund für den Einbruch. Er übertrug deshalb die weiteren Ermittlungen dem Federal Bureau of Investigation (FBI). Im Zusammenhang mit den ersten Ermittlungen wurde bekannt, dass der Einbruch vom Komitee zur Wiederwahl des Präsidenten beauftragt und finanziert wurde.
Seit Juli 1979 arbeitet er für die Rechtsanwaltsgesellschaft DLA Piper LLP, deren Partner er inzwischen ist.

## Auszeichnungen
2009 erhielt Silbert den Justice Potter Stewart Award für seine Bemühungen als Staatsanwalt und privater Anwalt um die Verbesserung des Justizsystems.